# The Memory of Christmas
The Memory of Christmas es el álbum promocional lanzado previo a la publicación del álbum The Memory of Trees de Enya en 1995. A pesar de ser un avance del ya mencionado álbum, solo posee un tema de éste, el cual se acompaña de otros conocidos y populares temas de Enya como Caribbean Blue. Este disco viene incluido en un elegante estuche forrado en terciopelo, el cual en su interior incluye un mensaje navideño de Enya.

## Lista de temas
| N.º | Tema                         | Duración |
| --- | ---------------------------- | -------- |
| 1.  | "Anywhere Is"                | 3:58     |
| 2.  | "Orinoco Flow"               | 4:26     |
| 3.  | "Caribbean Blue"             | 3:58     |
| 4.  | "Book of Days"               | 2:55     |
| 5.  | "Oíche Chiún (Silent Night)" | 3:46     |